# Dmitri Valeryevich Yashin
Dmitri Valeryevich Yashin (tiếng Nga: Дмитрий Валерьевич Яшин; sinh 25 tháng 4 năm 1993) là một cầu thủ bóng đá Nga hiện tại thi đấu cho đội bóng Giải bóng đá ngoại hạng Armenia Gandzasar Kapan.

## Sự nghiệp câu lạc bộ
Anh ra mắt chuyên nghiệp ở Giải bóng đá chuyên nghiệp quốc gia Nga cho FC Terek-2 Grozny ngày 22 tháng 7 năm 2013 trong trận đấu với FC Olimpia Volgograd.